# Coniochaeta arxii
Coniochaeta arxii är en svampart som beskrevs av Udagawa & Takada 1989. Coniochaeta arxii ingår i släktet Coniochaeta och familjen Coniochaetaceae.   Inga underarter finns listade i Catalogue of Life.